# Bordj Bou Arréridj (tỉnh)
Bordj Bou Arréridj (tiếng Ả Rập: ولاية برج بوعريريج) là một tỉnh ở phía đông Algérie cách thủ đô Algers khoảng 200 km. Tỉnh này nổi tiếng với văn hóa Kabyle. Tỉnh lỵ là Bordj Bou Arreridj. Các đô thị quan trọng khác có Bir Kasd Ali và Glela.

## Các đơn vị hành chính
Tỉnh này gồm 10 huyện và 34 đô thị. Các huyện bao gồm:
- Medjana
- Mansourah
- Ras El Oued
- Bordj Ghedir
- El Hamadia
- Bir Kasd Ali
- Bordj Zemmoura
- Djaâfra
- Aïn Taghrout
- Đô thị cấp huyện: Bordj Bou Arréridj